# Guarana
Guarana (lat. Paullinia cupana), južnoamerička tropska biljna vrsta, višegodišnji je drvenasti grm iz porodice sapindovke (Sapindaceae), poznta vernakularno pod imenom guarana, što dolazi iz jezika Maué Indijanaca koji su je nazivali warana i od nje proivodili tzv. guarana čaj, danas uobičajen u Brazilu i kod Guaraníja u Paragvaju.
Guarana seodlikuje velikim listovima i sjemenkama narančasto-žute boje veličine kave koji sadrže više kofeina nego što ga ima kava. Visoka koncentracija kofeina služi joj služi kao obrambeni toksin koji odbija biljojede od od plodova i sjemena.
Guarana kao snažan stimulans i izvor energije osvojila je svijet i danas se može naći u sirupima, ekstraktima, destilatima, čajevima, prahu, tabletama i kapsulama. Koristi i za mršavljenje.
- P. cupana
- Plod guarane, Indijanci je zovu guara-ná ili warana, što označave voće poput očiju ljudi.
- prah sjemena guarane.